# Bohus András
Bohus András (? – Judenburg, 1720. május 30.) bölcseletdoktor, jezsuita rendi tanár.
A nagyszombati egyetemen tanított 1703 körül, filozófiából doktorált. 1715-ben egészsége helyreállítása végett Zágrábba ment.

## Munkái
- Instabilis fortunae lusus sive coronatorum capitum nunae. Nagyszombat, 1697
- Minerva laureatum sive placita politico-moralia e selectis auctoribus deprompta. Nagyszombat, 1703
- Laurea Magistratuales Doctoris Gentium Orientalium Divi Francisci Xaverii E. Societate Jesu Honori Reverendum... DD. AA. et Philosphiae Neo-Doctorum Cum per R.P. Andream Bohus... Nagyszombat, 1703